# 고쿠료촌
고쿠료촌(国領村)은 효고현 히카미군에 있던 촌이다. 현재의 단바시 중심부의 남동일대에 해당한다.